# Ed Badger
Ed Badger é um ex-jogador de basquetebol e treinador.
Ele treinou o Chicago Bulls por duas temporadas de 1976 a 1978. Mais tarde ele seria o treinador University of Cincinnati Bearcats equipa de basquetebol masculino 1978-1983.